# La Table au soleil
La Table au soleil est un tableau de Henri Le Sidaner réalisé en 1911. Il est exposé au Musée d'Arts de Nantes depuis son achat en 1913.

## Sujet
Henri Le Sidaner, tombé sous le charme de Gerberoy lors d’une visite en 1901, décide d’y louer une maison qu’il acquiert en 1904. L’artiste représente une table servie dans la cour, l'après-midi. Le tableau, après avoir été livré à la Galerie Georges-Petit, a été repris par l’artiste pour être profondément remanié. Il marque un tournant stylistique, le peintre s'étant plutôt inspiré de la lumière du soir jusque-là. 

## Parcours de l'œuvre
Acquise par la ville de Nantes en 1913 auprès de Georges Petit, elle est exposée au Musée d'Arts, et participe, depuis, à plus d'une douzaine d'expositions en France, au Portugal, en Allemagne et au Japon.